# 皮博迪 (堪薩斯州)
皮博迪（英語：Peabody）是一個位於美國堪薩斯州馬里昂縣的城市。

## 地方資料
根據2020年美國人口普查的數據，皮博迪的面積為3.28平方千米，當中陸地面積為3.28平方千米，而水域面積為0.00平方千米。當地共有人口937人，而人口密度為每平方千米285.67人。